# Chasch
Los chasch son una especie alienígena de ficción que aparece en los libros del ciclo de Tschai, creada en 1968 por Jack Vance.

## Historia
Los chasch son una especie muy antigua, que se encuentra en decadencia. A lo largo de su evolución han derivado en al menos tres tipos; los viejos chasch, los chasch azules y los chasch verdes, con importantes diferencias entre ellos. Son originarios de Godag, pero colonizan mundos desde hace decenas de milenios. En Tschai, los primeros en llegar fueron los viejos chasch, hace unos cien mil años. Diez mil años después, los chasch azules, de Zoör, una de las primeras colonias chasch, más dinámicos, llegaron al planeta y disputaron la supremacía de los viejos chasch. Ambos bandos reclutaron tropas de chasch verdes como mercenarios. A lo largo de los milenios, el conflicto desgastó a los chasch, y con la llegada de los dirdir hace sesenta mil años perdieron la supremacía en el planeta. Los dirdir trajeron con ellos sus sirvientes y esclavos humanos, y tanto como los viejos chasch como los verdes capturaron algunos, que con el tiempo derivarían en los hombres-chasch. Siguieron decayendo como especie y abandonando ciudades, y hace diez mil años la llegada de los wankh les convirtió en un agente más en un planeta que controlaron durante milenios.

## Físico
Aunque cada variedad chasch tiene importantes diferencias, comparten una estructura común. Los chasch tienen una altura parecida a la humana, pero son más anchos y corpulentos, con gran torso y extremidades cortas. Su cuerpo está recubierto de escamas de quitina, de manera parecida a un pangolín. Esta armadura destaca en los hombros, que forma unas hombreras que se curvan sobre el caparazón dorsal. La cabeza está rematada por una cresta ósea, que desciende hasta las cejas para formar una visera que protege unos ojos hundidos y pequeños, de brillo metálico. Su olfato es agudísimo, y no tienen cuerdas vocales, por lo que hablan con glogloteos. En cuanto a las diferencias, los viejos chasch tienen la piel blanca y brillante, y apenas se notan las escamas; los chasch azules, los más comunes, tienen las escamas de ese color; y los chasch verdes son mucho más grandes, de más de dos metros, y son de un color verde metálico. Además, poseen telepatía.

## Sociedad
Los viejos chasch y los azules viven en ciudades amplias, con casas bajas y dispersas entre jardines de espesa vegetación. Los hombres-chasch tienen sus hogares en una zona determinada, y trabajan manteniendo la ciudad. Sus fábricas son avanzadas pero no producen demasiado, estando estancadas o en decadencia. Son considerados unos bromistas peligrosos, ya que pueden hacer cosas horribles a los humanos por diversión. Dado que el olfato es su sentido más importante, reciben mucha información de los olores, y si es necesario usan unas máscaras para potenciarlo.
Por el contrario, los chasch verdes son nómadas, y avanzan en hordas guerreras, saqueando ciudades y caravanas. No hablan, comunicándose exclusivamente con telepatía. Atacan con espadas, lanzas y catapultas de mano, y son especialmente peligrosos cuando portan estandartes amarillos y negros. Los chasch verdes odian a los azules, y les atacan siempre que pueden.
- Datos: Q5765196